# Lega Nazionale A 1990-1991 (calcio femminile)
La Lega Nazionale A 1990-1991, campionato svizzero femminile di prima serie, si concluse con la vittoria del FC Seebach.

## Classifica
|  | Pos. | Squadra           | Pt | G  | V  | N | P  | GF | GS | DR  |
|  | ---- | ----------------- | -- | -- | -- | - | -- | -- | -- | --- |
|  | 1.   | Seebach           | 31 | 20 | 15 | 1 | 4  | 60 | 19 | +41 |
|  | 2.   | Berna             | 29 | 20 | 12 | 5 | 3  | 62 | 26 | +36 |
|  | 3.   | Schwerzenbach     | 20 | 20 | 8  | 4 | 8  | 33 | 33 | 0   |
|  | 4.   | Blue Stars Zurigo | 18 | 20 | 7  | 4 | 9  | 29 | 43 | -14 |
|  | 5.   | Rapid Lugano      | 12 | 20 | 3  | 6 | 11 | 20 | 44 | -24 |
|  | 6.   | Rot-Schwarz Thun  | 10 | 20 | 2  | 6 | 12 | 19 | 58 | -39 |

Legenda:

      Campione di Svizzera.
 Salva dopo play-off con l'Einsiedeln, qualificata della Lega Nazionale B.
      Relegata in Lega Nazionale B.
Note:

Due punti a vittoria, uno a pareggio, zero a sconfitta.